# Orlando Magic
Orlando Magic är en amerikansk basketorganisation, bildad 1989, vars lag är baserat i Orlando i Florida och spelar i NBA. Laget har nått NBA-finalen två gånger, men förlorat båda. 1995 förlorade man mot Houston Rockets med 0–4 i matcher och 2009 förlorade man mot Los Angeles Lakers med 1–4 i matcher.
Några av lagets mest framstående spelare genom tiderna är Anfernee "Penny" Hardaway (1993–1999), Shaquille O'Neal (1992–1996), Jameer Nelson (2004–2014), Dwight Howard (2004–2012), Hidayet Türkoğlu (2004–2009, 2010–2014) och J.J. Redick (2006–2013).

## Spelartruppen 2025/2026
Senast uppdaterad: 26 juli 2025.

Alla spelare som har kontrakt med Orlando Magic. Spelarnas löner är i amerikanska dollar och är vad de skulle få ut om spelarna vore i NBA-truppen under hela säsongen.
| Nr                                |           | Namn                   | Pos   | Lön 25/26   |        | Kontrakt | Kom till laget | Kom ifrån               |
| --------------------------------- | --------- | ---------------------- | ----- | ----------- | ------ | -------- | -------------- | ----------------------- |
| 0                                 | USA       | Anthony Black          | SG/PG | $7 970 280  | [ 3 ]  | 2027     | 2023           | Arkansas Razorbacks     |
| 1                                 | USA       | Jonathan Isaac         | PF/SF | $15 000 000 | [ 4 ]  | 2029     | 2017           | Florida State Seminoles |
| 2                                 | USA       | Tyus Jones             | PG    | $7 000 000  | [ 5 ]  | 2026     | 2025           | Phoenix Suns            |
| 3                                 | USA       | Desmond Bane           | SG/SF | $36 725 670 | [ 6 ]  | 2029     | 2025           | Memphis Grizzlies       |
| 4                                 | USA       | Jalen Suggs            | PG    | $35 000 000 | [ 7 ]  | 2030     | 2021           | Gonzaga Bulldogs        |
| 5                                 | USA       | Paolo Banchero1 − 2022 | PF    | $15 334 769 | [ 8 ]  | 2031     | 2022           | Duke Blue Devils        |
| 11                                | USA       | Jase Richardson        | SG    | $2 983 320  | [ 9 ]  | 2029     | 2025           | Michigan State Spartans |
| 13                                | USA       | Jett Howard            | SF    | $5 529 720  | [ 10 ] | 2027     | 2023           | Michigan Wolverines     |
| 21                                | Tyskland  | Moritz Wagner          | C     | $5 000 000  | [ 11 ] | 2026     | 2021           | Boston Celtics          |
| 22                                | Tyskland  | Franz Wagner           | SF    | $38 661 750 | [ 12 ] | 2030     | 2021           | Michigan Wolverines     |
| 23                                | Tyskland  | Tristan da Silva       | PF    | $3 809 520  | [ 13 ] | 2028     | 2024           | Colorado Buffaloes      |
| 34                                | USA       | Wendell Carter Jr.     | C     | $10 850 000 | [ 14 ] | 2029     | 2021           | Chicago Bulls           |
| 35                                | Georgien  | Goga Bitadze           | C     | $8 333 333  | [ 15 ] | 2027     | 2023           | Indiana Pacers          |
| 93                                | Frankrike | Noah Penda             | SF/PF | $1 272 870  | [ 16 ] | 2029     | 2025           | Le Mans Sarthe          |
| --                                | USA       | Nate Santos            | SF    | $1 272 868  | [ 17 ] | 2026     | 2025           | Dayton Flyers           |
| Tvåvägskontrakt                   |           |                        |       |             |        |          |                |                         |
| Nr                                |           | Namn                   | Pos   | Lön 25/26   |        | Kontrakt | Kom till laget | Kom ifrån               |
| 8                                 | USA       | Jamal Cain             | SF    | $636 434    | [ 18 ] | 2026     | 2025           | New Orleans Pelicans    |
| 21                                | USA       | Orlando Robinson       | PF/C  | $636 434    | [ 19 ] | 2026     | 2025           | Toronto Raptors         |
| Positioner: PG – SG – SF – PF – C |           |                        |       |             |        |          |                |                         |

### Spelargalleri

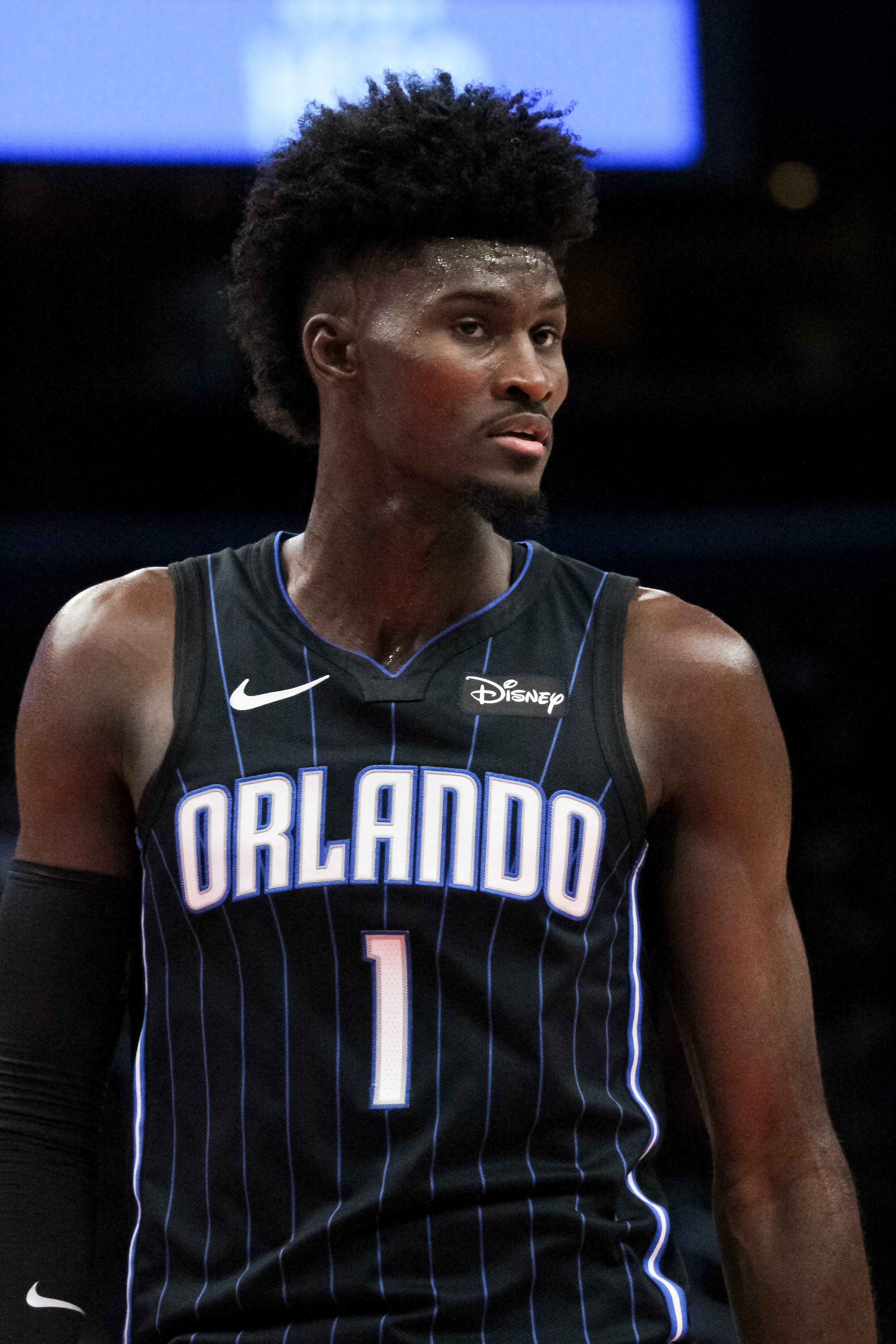
Jonathan Isaac